# Frederick Robinson, 1.º Conde de Ripon
Frederick John Robinson, 1.º Conde de Ripon, PC (1 de novembro de 1782 – 28 de janeiro de 1859), O Visconde Goderich 1827–1833, e O Conde de Ripon a partir de 1833, foi um político britânico e Primeiro-ministro do Reino Unido (quando passou a ser conhecido como Lord Goderich).

## Vida
Filho do Barão Grantham, estudou em St John's College (Cambridge), entrou para o Parlamento em 1806. Trabalhou no gabinete do Conde de Liverpool, e em 1823, tornou-se o Chancellor of the Exchequer (Ministro das Finanças). No Gabinete de George Canning, foi Secretário para Guerra e para as Colônias e líder da Casa dos Lordes. Com a morte de Canning, sucede-o como primeiro-ministro, quando torna-se líder dos tories, em coalizão com os whigs. Como não consegue formar maioria no Parlamento, Goderich acaba por resignar-se do cargo.
Em 1830, Goderich torna-se whig e participa do Gabinete de Charles Grey, como Secretário das Colônias. Em 1833, é feito Conde de Ripon.
Foi o primeiro presidente da Royal Geographical Society.